# Made for Now
 (août 2018).
Si vous disposez d'ouvrages ou d'articles de référence ou si vous connaissez des sites web de qualité traitant du thème abordé ici, merci de compléter l'article en donnant les références utiles à sa vérifiabilité et en les liant à la section « Notes et références ».
 (août 2018).
Made for Now est un single de Janet Jackson et de Daddy Yankee, sorti en août  2018.

## Contexte et publication
Made for Now a été officiellement annoncé le 12 août 2018 par Janet Jackson sur les réseaux sociaux. Le 19 juin 2018, le magazine de musique en ligne EST. 1997 a publié sur Twitter que le prochain single de la chanteuse serait intitulé Made for Now et a déclaré que "le soulèvement inspirant se vante d'un groove inspiré par les îles pour vos escapades estivales". La collaboration avec Daddy Yankee a été signalée le 23 juillet 2018,  après que diverses images sur le tournage du clip vidéo aient été diffusées sur Internet et qu'un styliste de la garde-robe aurait travaillé sur le clip. Made for Now est le premier single et clip vidéo de Jackson depuis Dammn Baby, sorti en mai 2016. Le 16 août 2018, Janet Jackson, accompagnée de son frère et du partenaire commercial Rhythm Nation, Randy Jackson a annoncé qu'ils étaient en couple avec Cinq Music. Ce dernier est connu pour son travail sur le marché de la musique latine et travaillerait avec Jackson pour distribuer Made for Now ainsi que les futures versions.

## Composition
Made for Now est décrit comme un mélange de pop, d'afrobeat, de dancehall, de hip-hop, du latin, du tropicale et de reggaeton. Sydney Maddison de NPR commente : « Produite par Harmony Samuels et tirant de la batterie et des percussions Afrobeat et Reggaeton, Mme Jackson [...] se lie avec Daddy Yankee, un des noms les plus célèbres de reggaeton, prouve (une fois de plus) elle sait comment tirer parti des innovateurs culturels ». Steven J. Horowitz de Billboard se réfère à la chanson comme « un pop penchant pour la pop avec une teinte tropicale légère qui l'éloigne de la tempête de minuit R&B de 2015 Unbreakable et l'amène retour à la piste de danse ».

## Clip musical
Le clip est réalisé par le réalisateur américain Dave Meyers. Le tournage a eu lieu en juillet 2018 à New York (Brooklyn).

## Performances en direct
Janet Jackson et Daddy Yankee interprètent la chanson pour la première fois en direct sur The Tonight Show Starring Jimmy Fallon le 17 août 2018. Par la suite, Janet prend la décision d’interpréter la chanson lors de sa tournée State of the World Tour .